# Marco Esposito (allenatore di pallacanestro)
Marco Esposito (Brindisi, 4 gennaio 1987) è un allenatore di pallacanestro italiano.

## Carriera

### Club
Nel 2008 entra a far parte del settore giovanile dell'Olimpia Milano che seguirà fino al 2013. Dal 2009 viene inserito contemporaneamente nello staff tecnico della squadra maggiore dove ricopre il ruolo di video analista.
Per tre stagioni, dal 2014 al 2017 è assistente allenatore della New Basket Brindisi, per due anni con Piero Bucchi ed un anno con Romeo Sacchetti.
Nel 2017 fa ritorno a Milano e ricopre il ruolo di assistente allenatore per 5 stagioni sotto la guida di Simone Pianigiani (Scudetto 2017-2018, Supecoppa italiana 2017-2018 e 2018-2019) e di Ettore Messina (Scudetto 2021-2022, Coppa Italia 2020-2021 e 2021-2022, Supercoppa italiana 2020-2021, 3º posto Eurolega 2021-2022).
Nella stagione 2022-2023 firma un contratto con la Unahotels Reggio Emilia e a settembre 2023 fa ritorno a Brindisi come vice-allenatore di Fabio Corbani. Con l'esonero di Corbani il 22 ottobre 2023, gli viene affidata la guida tecnica della New Basket Brindisi per la sua prima partita da capo allenatore di FIBA Europe Cup contro il Kalev/Cramo . Il 29 ottobre 2023 esordisce nella massima serie nella gara di campionato Happy Casa Brindisi-Estra Pistoia. Resta alla guida della squadra per 4 incontri, 2 in Campionato e 2 in Fiba Europe Cup fino all'ingaggio di Dragan Sakota da parte della società come capo allenatore.

### Nazionale Italiana
Dal 2013 al 2017 ricopre anche il ruolo di assistente allenatore della nazionale italiana allenata da Simone Pianigiani e poi da Ettore Messina, partecipando ai Campionati europei 2013, 2015 e 2017.

### Altre esperienze
Nell'estate 2022 partecipa alla NBA Summer League di Las Vegas come assistente allenatore degli Washington Wizards allenati da Zach Gutrie .
A partire da febbraio 2024 entra a far parte dello staff della Nazionale della Georgia allenata da Aleksandar Džikić partecipando alle prime gare di qualificazione del Campionato Europeo 2025 .